# 北田受奶奶庙
北田受奶奶庙是一处古建筑，位于山西省晋中市太谷区范村镇北田受村，建于明代。
2021年8月4日，北田受奶奶庙公布为山西省文物保护单位。